# San Francisco Tetlanohcan
San Francisco Tetlanohcan là một đô thị thuộc bang Tlaxcala, México. Năm 2005, dân số của đô thị này là 10029 người.